# Lepidagathis speciosa
Lepidagathis speciosa är en akantusväxtart som först beskrevs av Alfred Barton Rendle, och fick sitt nu gällande namn av M. Hedrén. Lepidagathis speciosa ingår i släktet Lepidagathis och familjen akantusväxter. Inga underarter finns listade i Catalogue of Life.